# Feixes del Barranc del Bosc
Les Feixes del Barranc del Bosc és una partida d'antigues vinyes disposades en feixes, actualment abandonades, del terme municipal de Castell de Mur, dins de l'antic terme de Guàrdia de Tremp, al Pallars Jussà, en territori del poble de Cellers.
Estan situades al sud-oest de les Cases de l'Estació de Cellers, al capdamunt d'una cinglera de la riba esquerra del barranc del Bosc, a migdia del Serrat Curt i al nord de les Raconades. Sota i a migdia de l'extrem de ponent de les Feixes hi ha lo Pas Nou, i sota del de llevant hi ha el Canal de Sòls.